# Oncocnemis homogena
Oncocnemis homogena är en fjärilsart som beskrevs av Augustus Radcliffe Grote 1874. Oncocnemis homogena ingår i släktet Oncocnemis och familjen nattflyn. Inga underarter finns listade i Catalogue of Life.